# Буготак (село)

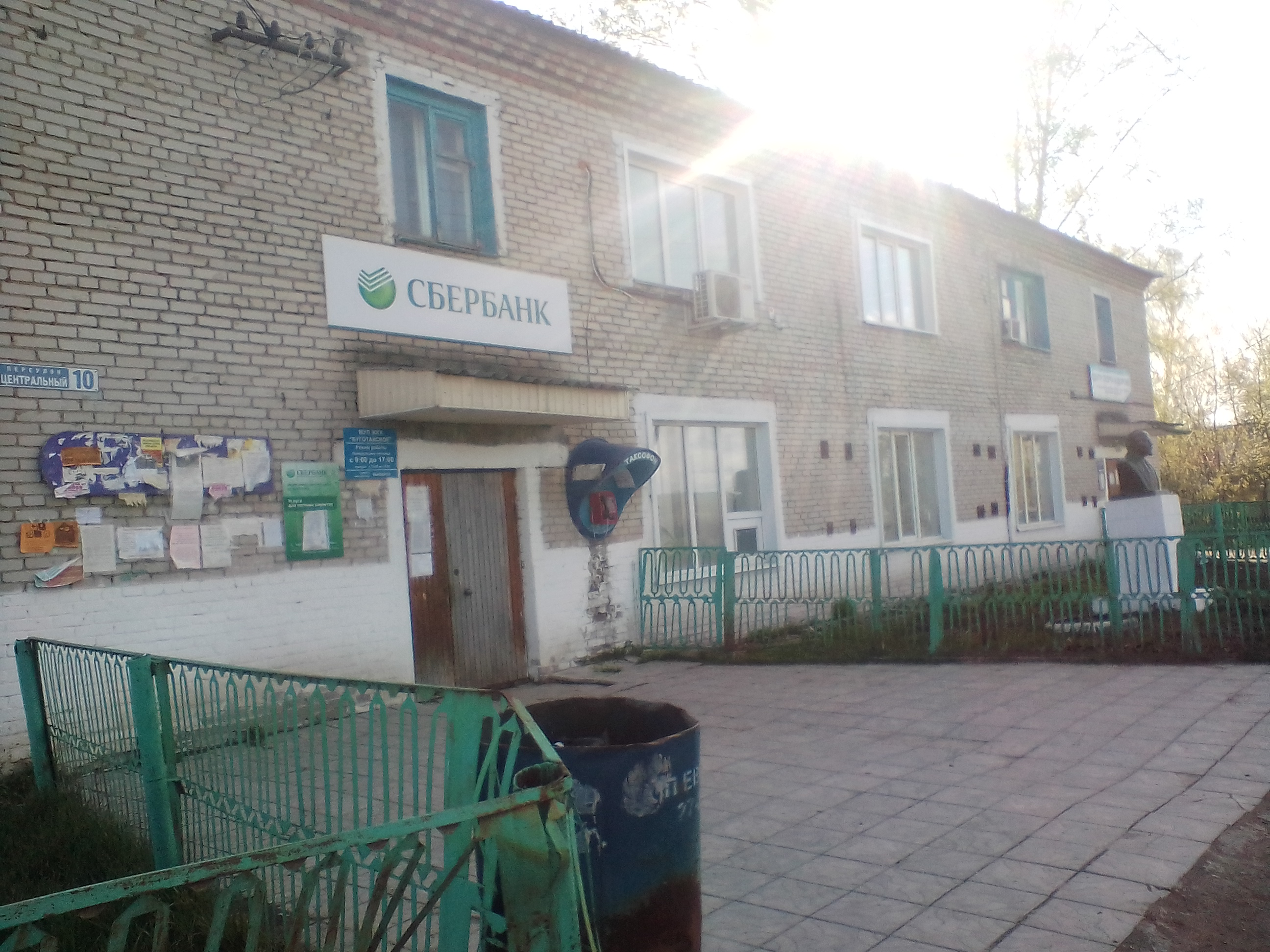
Центр Села

Буготак — село в Тогучинском районе Новосибирской области, центр Буготакского сельсовета.

## География
Площадь села — 105 гектаров.

## Население
| 2002 | 2007 | 2010 |
| ---- | ---- | ---- |
| 890  | ↗904 | ↘799 |

## Расположение
Село располагается в Тогучинском районе Новосибирской области. Рядом с ним протекают реки Иня и Буготак. В 8 км от села располагается поселок городского типа Горный и в 37 км располагается Тогучин.

## Инфраструктура
В селе по данным на 2019 год функционируют 1 учреждение здравоохранения и 2 учреждения образования, 4 продуктовых магазина, 1 отделение банка, Буготакский культурно-досуговый центр, детская площадка, школьный каток и церковь.    Вблизи села Буготак находится красивейшее место для отдыха летом, Карпысакский пруд с  водопадом. Буготакские сопки — памятник природы федерального значения, 80 км от Новосибирска и около поселка Горный. Рядом с селом Буготак расположен горнолыжный комплекс,70 км от Новосибирска. На нём оборудованы трассы различных  уровней сложности, в том числе специальная трасса для начинающих. Длина каждой трассы не менее 720 м.

## Памятники
В селе располагается 1 памятник и 1 мемориал:
- 1. мемориал погибшим в Великой Отечественной войнеПамятник2. Бюст В.И.Ленина

Памятник

## Транспортная доступность
Рядом с селом находится о.п. Льнозавод, которая является частью железнодорожной веткой Кузбасского направления от станции Новосибирск-Главный до станции Курундус. Также ~20 км от Буготака проходит трасса регионального значения Новосибирск — Ленинск-Кузнецкий — Кемерово — Юрга ( Обозначение дороги: в Новосибирской области 50К-19р и Кемеровской области номер 32Р-67).